# Mr. Simple
Mr. Simple (미스터 심플?, Miseuteo Shimpeul) è il quinto album studio del gruppo musicale sudcoreano Super Junior, pubblicato il 3 agosto 2011 dalla SM Entertainment e KMP Holdings in Corea del Sud. È il secondo album del gruppo ad essere registrato solo da dieci membri, così come il precedente Bonamana. L'album ha venduto oltre 79 000 copie nella prima settimana nei negozi, raggiungendo la vetta degli album più venduti in Corea. Ad agosto 2011 l'album era arrivato a vendere 287,427 copie secondo i rilevamenti della Circle Chart. L'album è stato ripubblicato con il titolo A-CHa il 19 settembre 2011. In totale l'album ha venduto 473,000 copie in tutte le sue versioni soltanto nel 2011 in Corea del Sud, diventando l'album più venduto della carriera dei Super Junior, oltre che l'album più venduto nella storia della Circle Chart.

## Tracce

### Versione "A"
1. Mr. Simple - 3:59
2. Opera (오페라; Opera) - 3:01
3. Be My Girl (라라라라; Lalalala) - 3:09
4. Walkin' - 3:46
5. Storm (폭풍; Pokpung) - 4:16
6. Good Friends (어느새 우린; Eoneusae Urin) - 3:57
7. Feels Good (결투; Gyeoltu) - 3:19
8. Memories (기억을 따라; Gieogeul Ttara) - 4:11
9. Sunflower (해바라기; Haebaragi) - 3:52
10. White Christmas (엉뚱한 상상; Eongttunghan Sangsang) - 3:36
11. Y - 3:27
12. My Love, My Kiss, My Heart - 3:40
13. Perfection (태완미; Taewanmi) (Super Junior-M) - 3:24

Durata totale: 47:37

### Versione "B"
1. Mr. Simple - 3:59
2. Opera (오페라; Opera) - 3:01
3. Be My Girl (라라라라; Lalalala) - 3:09
4. Walkin - 3:46
5. Storm - 4:16
6. Good Friends (어느새 우린; Eoneusae Urin) - 3:57
7. Feels Good (결투; Gyeoltu) - 3:19
8. Memories (기억을 따라; Gieogeul Ttara) - 4:11
9. Sunflower (해바라기; Haebaragi) - 3:52
10. White Christmas (엉뚱한 상상; Eongttunghan Sangsang) - 3:36
11. Y - 3:27
12. My Love, My Kiss, My Heart - 3:40
13. Perfection (태완미; Taewanmi) (Super Junior-M) - 3:24

Durata totale: 50:58

### A-CHa
1. Superman - 3:21
2. A-CHa - 3:18
3. Mr. Simple - 3:59
4. Oops! (featuring f(x)) - 3:44
5. A Day (하루에; Harue) - 3:27
6. Andante (안단테; Andante) - 3:06
7. Opera (오페라; Opera) - 3:01
8. Be My Girl (라라라라; Lalalala) - 3:09
9. Walkin - 3:46
10. Storm (폭풍; Pokpung) - 4:16
11. Good Friends (어느새 우린; Eoneusae Urin) - 3:57
12. Feels Good (결투; Gyeoltu) - 3:19
13. Memories (기억을 따라; Gieogeul Ttara) - 4:11
14. Sunflower (해바라기; Haebaragi) - 3:52
15. White Christmas (엉뚱한 상상; Eongttunghan Sangsang) - 3:36
16. Y - 3:27
17. My Love, My Kiss, My Heart - 3:40

Durata totale: 61:12

## Classifiche
| Classifica                        | Posizione più alta |
| --------------------------------- | ------------------ |
| South Korean Gaon Albums          | 1                  |
| Japan Oricon Weekly Albums        | 17                 |
| US Billboard World Albums         | 3                  |
| Philippines Odyssey Weekly Albums | 1                  |